# Farba (film)
Farba – polski dramat filmowy z 1997 roku w reżyserii Michała Rosy. 
Główną bohaterką jest tytułowa Farba (Agnieszka Krukówna) – dziewczyna, której świat wykreowały kolorowe czasopisma i telewizja. Swoim zachowaniem niejednokrotnie szokuje otoczenie – bez skrępowania mówi o seksie, do nowo poznanych ludzi mówi na "ty". Towarzyszy jej "Cyp" (Marcin Władyniak); to chłopak diametralnie różny: wychowany w katolickiej rodzinie jest spokojny, cichy i uczciwy. Mimo wszystko towarzyszy Farbie w jej przedsięwzięciach, których cel jest jasny: zdobyć pieniądze.
Film był kręcony we Wrocławiu i w Głogowie.

## Opis fabuły
Farba odwiedza różnych ginekologów, a kiedy oni stwierdzają, że dziewczyna jest w ciąży, zmanipulowani przez nią proponują jej usunięcie dziecka. Wtedy wkracza "Cyp" – okazuje się, że nagrywali rozmowę. Teraz para wymusza na lekarzach pieniądze w zamian za milczenie – w końcu aborcja jest nielegalna. Celem Farby jest odnalezienie babci, u której planuje urodzić dziecko, a być może i zostać na stałe. Kiedy jest już blisko celu, wszystko zaczyna się komplikować. "Cyp" porzuca życie pozbawione głębszych wartości i ideałów, opuszcza dziewczynę, babcia umiera, a Farba zaczyna uświadamiać sobie, jak płytkie było dawniej jej życie i jakie smutne jest teraz, bez "Cypa". Postanawia go odnaleźć i zacząć wszystko od nowa – takie same plany ma "Cyp". Ostatnia scena rozgrywa się na dworcu, gdy oboje są tak blisko siebie, ale w żaden sposób nie mogą się odnaleźć.

## Obsada
- Agnieszka Krukówna – Marta „Farba”
- Marcin Władyniak – „Cyp”
- Agnieszka Dygant – Ola
- Ewa Gorzelak – Szachara
- Karolina Łukaszewicz – Celina
- Alicja Bienicewicz – matka Celiny
- Magdalena Goździńska – siostra Celiny
- Roman Czajka – brat Celiny
- Cezary Kussyk – „Krzywy”
- Edward Dębicki – Victor
- Paweł Chmielewski – Max
- Krzysztof Dracz – ginekolog
- Arkadiusz Janiczek – „Młody”
- Grzegorz Jędrusiak – „Łysy”
- Andrzej Jurek – sprzedawca na bazarze
- Franciszek Komorniczak – dziadek Celiny
- Halina Rasiakówna – urzędniczka I
- Joanna Janota – urzędniczka II
- Kazimierz Krzaczkowski – urzędnik
- Jerzy Owczaczyk – biesiadnik
- Kinga Preis – Majka
- Zbigniew Górski – zakonnik
- Zuzanna Helska – starsza pani
- Rafał Jędrzejczyk(inne języki) – lekarz
- Magdalena Matysiewicz – pielęgniarka I
- Beata Wnęk-Malec – pielęgniarka II
- Józef Kwiek – Rumun
- Teresa Sawicka – pacjentka
- Jerzy Schejbal – dentysta